# Rochester (Kent)
Rochester é uma cidade no condado de Kent, na Inglaterra, a aproximadamente 48 km de Londres, às margens do Rio Medway. Ela é conhecida por sua catedral e seu castelo, e também pelo épico cerco de 1215.

## História

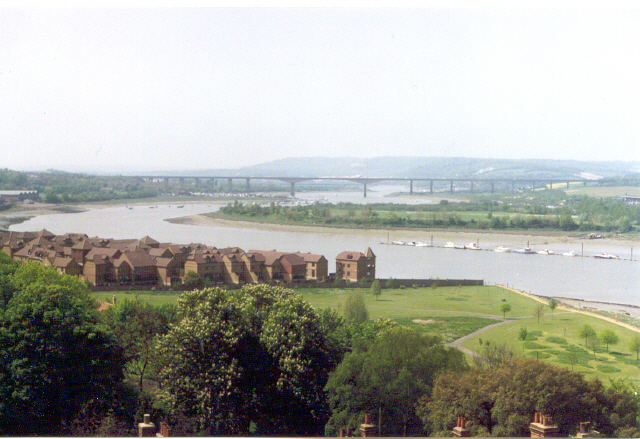
Rio Medway em Rochester

### Toponímia
O nome romano para a cidade era Durobrivas (em latim: Durobrivae''), que é normalmente traduzido como "fortaleza na ponte" ou "fortaleza nas pontes". O local pode ter sido um assentamento dos belgas ou um ópido romano, mas não havia nenhuma ponte em 43 d.C. Ela também era conhecida como Durobrovum e Durobrivis, o que pode ser uma latinização da palavra britânica "Dourbruf", que significa "corredeira".
Ela aparece como Durobrivis ca. 730 e Dorobrevis em 844. Beda copiou este nome por volta de 730, entendendo seu significado, incorretamente, como sendo fortaleza dos Hrofi (OE Hrofes cæster). Daí, derivou Hrofæscæstre em 730, Hrofescester em 811, Rovescester em 1086 até Rochester em 1610.
Como o nome da cidade de Rochester contém a palavra latina castra, que está presente no nome de muitas cidades que foram um dia acampamentos romanos (como Chester - em latim: Deva), assume-se que Rochester também foi uma cidade romana fortificada, mas não se encontrou até hoje evidências de tais fortificações. O padrão de ruas romano sugere que havia uma fileira de lojas e casas construídas ao longo da rua e que fortificações não foram feitas até pelo menos 175 d.C.

### Pré-romano
- Pre-romano: Evidências de acampamentos neolíticos perto da Kit's Coty House. Restos dos belgas foram encontrados em 1961 por R E Chaplin sob os estratos romanos. Moldes de moedas sugerem que este era um centro com alguma importância.

- Celtas: Rochester era um dos dois ópido da tribo dos cancíacos (a outra era a capital deles, Duroverno dos Cancíacos, atual Cantuária). Ali se encontrava o centro administrativo ocidental do Reino Celta.

### Romanos

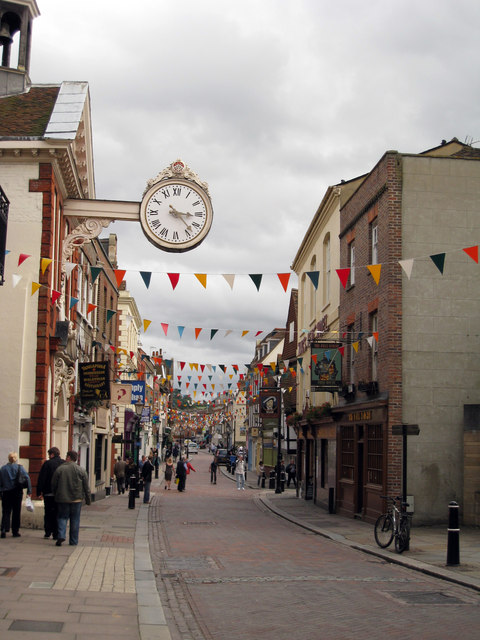
High Street

- 43 d.C.: Os romanos chegaram e chamaram o assentamento de Durobrivas. Por conta do nome apenas, uma teoria sugere que havia uma "cidade com um forte com uma ponte". Não havia ponte quando os romanos chegaram e nenhum forte foi descoberto pelos arqueólogos. Alternativamente, Aulo Pláucio construiu uma pequena fortaleza, que logo se tornou desnecessária, pois Kent foi rapidamente colonizada. O assentamento romano deixou como marcas a High Street e Northgate/Boley Hill.[3] Posteriormente, uma ponte foi construída, pois há evidências de que os romanos a teriam construído exatamente onde está a ponte atual.[3]
- 190+: Sistemáticas fortificações em terra foram construídas.
- 225+: As fortificações foram substituídas por outras, em pedra, que ainda existem hoje.
- 427: Os romanos deixam a Britânia.

### Reino de Kent
- 410 – 604: A tradição afirma que Rochester foi continuamente ocupada por celtas, jutos e/ou saxões. Os irmãos jutos Hengist e Horsa desembarcaram em Ebbsfleet em 449 d.C. e derrotaram os britânicos em Aylesford.
- 600: Rei Etelberto de Kent (560-616) criou um código com aproximadamente 90 leis, tratando de atos criminosos, que foram copiados no século XII no Textus Roffensis.
- 604: Como parte da Missão gregoriana, Agostinho de Cantuária envia Justo para fundar uma catedral em Rochester, com 13m de altura e 8,5m de largura. A abside está demarcada na atual catedral. Esta foi a segunda sé episcopal na Inglaterra, após a de Cantuária.
- 676: Rochester foi saqueada por Etelredo da Mércia.
- 730: Beda escreve o nome da cidade como sendo Hrofæscæstre.
- 842: Saqueada novamente, desta vez pelos Danos.
- 877: Alfredo de Wessex ordena a construção de navios para combater os danos. Esta ordem pode ter sido o início da tradição de construção de navios militares no Rio Medway.
- 884: Cercada pelos danos novamente.
- 930: Rochester ganha o direito de cunhar moedas.
- 960: Uma ponte de madeira é construída sobre o Medway.[5]

### Normandos
- 1077: Gundulfo de Rochester é consagrado bispo.
- 1080: Gundulfo inicia a construção da nova catedral, localizada entre a muralha romana e a Watling Street, sobre a catedral anterior.
- 1087: Gundulfo começa a construir o castelo normando. Sua muralha com ameias seguem o traçado da muralha romana e o castelo em si tem 21 x 21 m de lado, com 34 metros de altura.
- 1125: Textus Roffensis
- 1130: A Catedral de Rochester é completada.

### Idade Média
- 1215: Cercada pelo rei João Sem Terra. Caiu em 30 de novembro.
- 1264: Atacada por Simon de Montfort.
- 1343: A torre central da catedral foi terminada.
- 1376: A Peste Negra atinge a cidade.
- 1461: Primeiro prefeito.
- 1470: A grande janela na catedral é construída.

A Catedral de Rochester é uma das menores da Inglaterra e, mesmo assim, ela apresenta todos os estilos de românico e gótico.